# Landratswahlen in Sachsen 2008
Landratswahlen in Sachsen fanden am 8. Juni 2008 in allen zehn Landkreisen statt. In allen Landkreisen wurden die CDU-Bewerber gewählt. Im Erzgebirgskreis und den Landkreisen Görlitz, Leipzig und Nordsachsen wurde am 22. Juni ein zweiter Wahlgang nötig. Die Amtsperiode für Landräte in Sachsen betrug sieben Jahre.

## Wahlsystem
Im ersten Wahlgang ist der Kandidat gewählt, der die absolute Mehrheit, das heißt mehr als die Hälfte der Stimmen, erreicht. Erzielt keiner der Kandidaten diese Stimmenzahl, wird ein zweiter Wahlgang nötig. In diesem ist die relative Mehrheit ausreichend, das bedeutet, dass derjenige gewählt ist, der die meisten Stimmen erhalten hat. Bewerber aus dem ersten Wahlgang können im zweiten Wahlgang erneut antreten oder zurückziehen. Neue, im ersten Wahlgang nicht antretende, Bewerber konnten im zweiten Wahlgang ebenfalls kandidieren.
Wahlberechtigt sind alle Einwohner, die seit mindestens drei Monaten im jeweiligen Landkreis wohnen und das 18. Lebensjahr vollendet haben.
Passiv wahlberechtigt sind Staatsangehörige eines Mitgliedsstaates der Europäischen Union, die das 27. nicht jedoch das 65. Lebensjahr vollendet haben.

## Ausgangslage
Die Wahlen 2008 wurden nötig, weil ab dem 1. August 2008 die vorher 22 Kreise und sieben kreisfreie Städte im Zuge der sächsischen Kreisreform zu nur noch zehn Kreisen und drei kreisfreien Städten zusammengelegt wurden. Viele der ehemaligen Kreisräte traten wieder zur Wahl an und konkurrierten zum Teil. Da allerdings die meisten Landräte von der CDU gestellt wurden, mussten viele ehemalige Landräte im Zuge der parteiinternen Vorauswahl ihre Posten aufgeben. In neun der zehn neu gebildeten Kreise wurde ein Landrat eines zuvor kleineren Kreises gewählt.
Von den vorher 22 Landräten stellte die CDU 18, die SPD 1 und die Allianz Unabhängiger Wähler (AUW) 1. Zudem war ein Einzelbewerber, der zuvor für die CDU gewählt wurde, Landrat.

## Wahlergebnisse
Insgesamt stellten sich 57 Sachsen zur Wahl, darunter 47 Männer und 10 Frauen. Insgesamt waren 2.313.272 bzw. 983.806 Bürger wahlberechtigt. Ungültige Stimmen finden in den nachfolgenden Ergebnislisten keine Berücksichtigung.

### Erzgebirgskreis
Zum ersten Landrat des Erzgebirgskreises wurde Frank Heinz Vogel mit 55,8 % der Stimmen gewählt. Es wurde ein zweiter Wahlgang nötig. Vogel war der einzige neue Landrat, der zuvor nicht Landrat in einem Vorgängerkreis war. Wahlberechtigt waren 325.663 bzw. 325.972 Erzgebirger.
| Kandidat                 | erster Wahlgang   | erster Wahlgang  | zweiter Wahlgang  | zweiter Wahlgang | Politische Unterstützung |
| Kandidat                 | Stimmen (absolut) | Stimmen (%)      | Stimmen (absolut) | Stimmen (%)      | Politische Unterstützung |
| ------------------------ | ----------------- | ---------------- | ----------------- | ---------------- | ------------------------ |
| Frank Heinz Vogel        | 64.965            | 42,9             | 47.789            | 55,8 %           | CDU                      |
| Klaus Jürgen Tischendorf | 32.397            | 21,4             | 23.081            | 26,9             | Linke                    |
| Johannes Gerlach         | 12.145            | 8,0              | nicht angetreten  | nicht angetreten | SPD                      |
| Mario Löffler            | 9.638             | 6,4              | 3.646             | 4,3              | NPD                      |
| Tino Günther             | 12.965            | 8,6              | nicht angetreten  | nicht angetreten | FDP                      |
| Martin Kohlmann          | 2.125             | 1,4              | nicht angetreten  | nicht angetreten | DSU                      |
| Marcel Schmidt           | 17.231            | 11,4             | 7.771             | 9,1              | FWE                      |
| Kurt Udo Hertwich        | nicht angetreten  | nicht angetreten | 3.375             | 3,9              | Einzelbewerber           |
| Wähler/Wahlbeteiligung   | 157.752           | 48,4             | 86.689            | 26,6             |                          |
| Gültige Stimmen          | 151.466           | 96,0             | 85.662            | 98,8             |                          |
| Ungültige Stimmen        | 6.286             | 4,0              | 1.027             | 1,2              |                          |

### Landkreis Mittelsachsen

(Relative) Stimmenmehrheit nach Gemeinden im Landkreis Mittelsachsen
Uhlig 30–40 %
Uhlig 40–50 %
Uhlig 50–60 %
Uhlig 60–70 %
Uhlig 70–80 %

Zum ersten Landrat des Landkreises Mittelsachsen wurde Volker Uhlig (CDU) mit 50,0 % der Stimmen gewählt. Wahlberechtigt waren 288.454 Bürger.
| Kandidat               | Stimmen (absolut) | Stimmen (%) | Politische Unterstützung |
| ---------------------- | ----------------- | ----------- | ------------------------ |
| Volker Uhlig           | 66.676            | 50,0        | CDU                      |
| Jens Stahlmann         | 25.980            | 19,5        | Linke                    |
| Simone Violka          | 17.348            | 13,0        | SPD                      |
| Hartmut Krien          | 7.687             | 5,8         | NPD                      |
| Konrad Felber          | 10.307            | 7,7         | FDP                      |
| Dan Fehlberg           | 5.314             | 4,0         | Grüne                    |
| Wähler/Wahlbeteiligung | 138.574           | 48,0        |                          |
| Gültige Stimmen        | 133.312           | 96,2        |                          |
| Ungültige Stimmen      | 5.262             | 3,8         |                          |

### Vogtlandkreis

Stimmenmehrheit nach Gemeinden im Vogtlandkreis
Lenk 50–60 %
Lenk 60–70 %
Lenk 70–80 %
Lenk 80–90 %

Zum ersten Landrat des vergrößerten Kreises wurde der schon vorher im Vogtlandkreis als Landrat tätige Tassilo Lenk mit 65,8 % gewählt. Wahlberechtigt waren 217.095 Vogtländer.
| Kandidat               | Stimmen (absolut) | Stimmen (relativ) | Politische Unterstützung |
| ---------------------- | ----------------- | ----------------- | ------------------------ |
| Tassilo Lenk           | 59.069            | 65,8              | CDU                      |
| Monika Runge           | 17.877            | 19,9              | Linke                    |
| Lutz Kätzel            | 12.774            | 14,2              | SPD                      |
| Wähler/Wahlbeteiligung | 92.305            | 42,5              |                          |
| Gültige Stimmen        | 89.720            | 97,2              |                          |
| Ungültige Stimmen      | 2.585             | 2,8               |                          |

### Landkreis Zwickau

(Relative) Stimmenmehrheit nach Gemeinden im Landkreis Zwickau
Scheurer 40–50 %
Scheurer 50–60 %
Scheurer 60–70 %
Scheurer 70–80 %

Zum ersten Landrat des Landkreises Zwickau wurde Christoph Scheurer mit 52,7 % der Stimmen gewählt. Wahlberechtigt waren 301.481 Bürger.
| Kandidat               | Stimmen (absolut) | Stimmen (%) | Politische Unterstützung |
| ---------------------- | ----------------- | ----------- | ------------------------ |
| Christoph Scheurer     | 62.347            | 52,7        | CDU                      |
| Sebastian Scheel       | 26.163            | 22,1        | Linke                    |
| Gitta Schüßler         | 5.889             | 5,0         | NPD                      |
| Nico Tippelt           | 16.223            | 13,7        | FDP                      |
| Helmut Berner          | 7.589             | 6,4         | Grüne                    |
| Wähler/Wahlbeteiligung | 122.854           | 40,8        |                          |
| Gültige Stimmen        | 118.211           | 96,2        |                          |
| Ungültige Stimmen      | 4.643             | 3,8         |                          |

### Landkreis Bautzen

(Relative) Stimmenmehrheit nach Gemeinden im Landkreis Bautzen
Harig 20–30 %
Harig 30–40 %
Harig 40–50 %
Harig 50–60 %
Harig 60–70 %
Harig 70–80 %
Harig 80–90 %
Nitzsche 20–30 %
Nitzsche 30–40 %
Nitzsche 40–50 %
Nitzsche 50–60 %
Schulz 20–30 %

Zum ersten Landrat des Landkreises Bautzen wurde Michael Harig (CDU) mit 51,6 % der Stimmen gewählt. Wahlberechtigt waren 282.339 Bürger.
| Kandidat               | Stimmen (absolut) | Stimmen (%) | Politische Unterstützung |
| ---------------------- | ----------------- | ----------- | ------------------------ |
| Michael Harig          | 67.631            | 51,6        | CDU                      |
| Regina Schulz          | 22.282            | 17,0        | Linke                    |
| Roland Fleischer       | 12.054            | 9,2         | SPD                      |
| Mario Ertel            | 7.196             | 5,5         | NPD                      |
| Jörg Stern             | 4.474             | 3,4         | Grüne                    |
| Henry Nitzsche         | 17.323            | 13,2        | AFV                      |
| Wähler/Wahlbeteiligung | 134.725           | 47,7        |                          |
| Gültige Stimmen        | 130.960           | 97,2        |                          |
| Ungültige Stimmen      | 3.765             | 2,8         |                          |

### Landkreis Görlitz
Zum ersten Landrat des Landkreises Görlitz wurde Bernd Fritz Lange mit 57,6 % gewählt. Es wurde ein zweiter Wahlgang nötig. Wahlberechtigt waren 243.787 bzw. 244.200 Bürger.
| Kandidat               | erster Wahlgang   | erster Wahlgang | zweiter Wahlgang  | zweiter Wahlgang | Politische Unterstützung |
| Kandidat               | Stimmen (absolut) | Stimmen (%)     | Stimmen (absolut) | Stimmen (%)      | Politische Unterstützung |
| ---------------------- | ----------------- | --------------- | ----------------- | ---------------- | ------------------------ |
| Bernd Fritz Lange      | 46.571            | 42,8            | 34.008            | 57,6             | CDU                      |
| Kathrin Kagelmann      | 21.967            | 20,2            | 13.957            | 23,6             | Linke                    |
| Stefan Kofner          | 7.180             | 6,6             | nicht angetreten  | nicht angetreten | SPD                      |
| Andreas Storr          | 7.912             | 7,3             | 3.341             | 5,7              | NPD                      |
| Kristin Schütz         | 6.458             | 5,9             | nicht angetreten  | nicht angetreten | FDP                      |
| Frank von Woedtke      | 3.864             | 3,6             | nicht angetreten  | nicht angetreten | Grüne                    |
| Christfried Wiedemuth  | 2.867             | 2,6             | nicht angetreten  | nicht angetreten | DSU                      |
| Christian Linke        | 11.877            | 10,9            | 7.771             | 13,2             | FW                       |
| Wähler/Wahlbeteiligung | 112.293           | 46,1            | 59.077            | 24,5             |                          |
| Gültige Stimmen        | 108.696           | 96,8            | 59.077            | 98,8             |                          |
| Ungültige Stimmen      | 3.597             | 3,2             | 690               | 1,2              |                          |

### Landkreis Meißen

(Relative) Stimmenmehrheit nach Gemeinden im Landkreis Meißen
Steinbach 40–50 %
Steinbach 50–60 %
Steinbach 60–70 %
Steinbach 70–80 %

Zum ersten Landrat des Landkreises Meißen wurde Arndt Steinbach (CDU) mit 56,7 % gewählt. Wahlberechtigt waren 219.091 Bürger.
| Kandidat               | Stimmen (absolut) | Stimmen (%) | Politische Unterstützung |
| ---------------------- | ----------------- | ----------- | ------------------------ |
| Arndt Steinbach        | 51.258            | 56,7        | CDU                      |
| Heinz Hoffmann         | 16.945            | 18,8        | Linke                    |
| Harald Baumann-Haßke   | 6.478             | 7,2         | SPD                      |
| Jürgen Gansel          | 6.364             | 7,0         | NPD                      |
| Rudolf Haas            | 7.624             | 8,4         | Grüne                    |
| Karl-Heinz Obser       | 1.695             | 1,9         | DSU                      |
| Wähler/Wahlbeteiligung | 93.450            | 42,7        |                          |
| Gültige Stimmen        | 90.364            | 96,7        |                          |
| Ungültige Stimmen      | 3.086             | 3,3         |                          |

### Landkreis Sächsische Schweiz-Osterzgebirge

(Relative) Stimmenmehrheit nach Gemeinden im Landkreis Sächsische Schweiz-Osterzgebirge
Geisler 40–50 %
Geisler 50–60 %
Geisler 60–70 %

Zum ersten Landrat des Landkreises Sächsische Schweiz-Osterzgebirge wurde Michael Geisler (CDU) mit 52,4 % gewählt. Wahlberechtigt waren 217.492 Bürger.
| Kandidat               | Stimmen (absolut) | Stimmen (%) | Politische Unterstützung |
| ---------------------- | ----------------- | ----------- | ------------------------ |
| Michael Geisler        | 54.281            | 52,4        | CDU                      |
| Falk Neubert           | 20.703            | 20,0        | Linke                    |
| Ralf Wätzig            | 7.886             | 7,6         | SPD                      |
| Olaf Rose              | 8.116             | 7,8         | NPD                      |
| Peter Welp             | 7.343             | 7,1         | FDP                      |
| Andreas Warschau       | 5.248             | 5,1         | Grüne                    |
| Wähler/Wahlbeteiligung | 107.148           | 49,3        |                          |
| Gültige Stimmen        | 103.577           | 96,7        |                          |
| Ungültige Stimmen      | 3.571             | 3,3         |                          |

### Landkreis Leipzig
Zum ersten Landrat des Landkreises Leipzig wurde Gerhard Gey (CDU) mit 57,0 % der Stimmen gewählt. Es wurde ein zweiter Wahlgang nötig, in dem es zum Duell zweier früherer Landräte kam. Wahlberechtigt waren 233.014 bzw. 233.039 Bürger.
| Kandidat               | erster Wahlgang   | erster Wahlgang | zweiter Wahlgang  | zweiter Wahlgang | Politische Unterstützung |
| Kandidat               | Stimmen (absolut) | Stimmen (%)     | Stimmen (absolut) | Stimmen (%)      | Politische Unterstützung |
| ---------------------- | ----------------- | --------------- | ----------------- | ---------------- | ------------------------ |
| Gerhard Gey            | 52.776            | 48,2            | 47.365            | 57,0             | CDU                      |
| Kerstin Köditz         | 12.327            | 11,3            | nicht angetreten  | nicht angetreten | Linke                    |
| Petra Köpping          | 39.327            | 36,0            | 35.729            | 43,0             | SPD                      |
| Christoph Waitz        | 4.983             | 4,6             | nicht angetreten  | nicht angetreten | FDP                      |
| Wähler/Wahlbeteiligung | 112.444           | 48,3            | 83.993            | 36,0             |                          |
| Gültige Stimmen        | 109.463           | 97,3            | 83.094            | 98,9             |                          |
| Ungültige Stimmen      | 2.981             | 2,7             | 899               | 1,1              |                          |

### Landkreis Nordsachsen
Zum ersten Landrat des Landkreises Nordsachsen wurde Michael Czupalla (CDU) mit 45,7 % gewählt. Es wurde ein zweiter Wahlgang nötig. Wahlberechtigt waren 180.556 bzw. 180.595 Bürger.
| Kandidat               | erster Wahlgang   | erster Wahlgang | zweiter Wahlgang  | zweiter Wahlgang | Politische Unterstützung |
| Kandidat               | Stimmen (absolut) | Stimmen (%)     | Stimmen (absolut) | Stimmen (%)      | Politische Unterstützung |
| ---------------------- | ----------------- | --------------- | ----------------- | ---------------- | ------------------------ |
| Michael Czupalla       | 29.255            | 39,2            | 19.636            | 45,7             | CDU                      |
| Thomas Rüdiger Kind    | 15.963            | 21,4            | 14.816            | 34,5             | Linke                    |
| Liane Deicke           | 12.656            | 17,0            | 8.518             | 19,8             | SPD                      |
| Stephan Kriebel        | 4.934             | 6,6             | nicht angetreten  | nicht angetreten | FDP                      |
| Barbara Scheller       | 3.595.            | 4,8             | nicht angetreten  | nicht angetreten | Grüne                    |
| Bernd Biedermann       | 8.140             | 10,9            | nicht angetreten  | nicht angetreten | DSU                      |
| Wähler/Wahlbeteiligung | 77.549            | 43,0            | 43.828            | 24,3             |                          |
| Gültige Stimmen        | 74.543            | 96,1            | 42.970            | 98,0             |                          |
| Ungültige Stimmen      | 3.006             | 3,9             | 858               | 2,0              |                          |